# 溫迪·荷娜
溫德萊娜·特雷絲·「溫蒂」·何納（法語：Wéndèleine Thérèse "Wendie" Renard，1990年7月20日—）是法国职业足球运动员，司职中後衛，同时担任法國甲組女子足球聯賽俱乐部里昂和法国国家隊的隊長。
她是现代女子俱乐部足球中最受瞩目的球员之一。她赢得了创纪录的14个法国联赛冠军和8个歐冠杯冠軍。2019年，《纽约时报》将她描述为欧洲女足最成功俱乐部里昂的“机构”。